# Sulkam
Sulkam is een bestuurslaag in het regentschap Langkat van de provincie Noord-Sumatra, Indonesië. Sulkam telt 351 inwoners (volkstelling 2010).